# Джейн Сеймур (актриса)
Джейн Се́ймур (англ. Jane Seymour, настоящее имя — Джойс Пенело́па Вильгельми́на Фра́нкенберг (англ. Joyce Penelope Wilhelmina Frankenberg, род. 15 февраля 1951 года, Лондон, Великобритания)) — британская актриса, продюсер и писатель. Известна по роли девушки Бонда в фильме «Живи и дай умереть» (1973) и американскому драматическому телесериалу «Доктор Куин, женщина-врач» (1993). Неоднократный призёр и номинант американских кинопремий «Золотой глобус» и «Эмми». Офицер ордена Британской империи (OBE).

## Биография

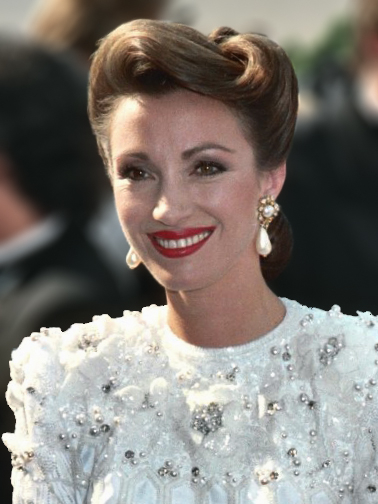
1988 год

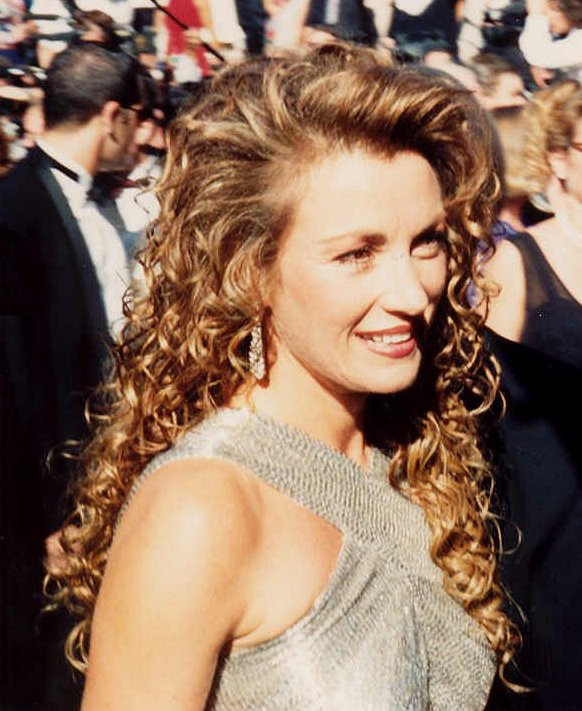
Джейн Сеймур (1994)

Джойс Пенелопа Вильгельмина Франкенберг родилась в Великобритании, в лондонском пригороде Хейз, в семье акушера Джона Франкенберга и его жены Мике. Джон Франкенберг — британец еврейского происхождения, среди его предков были выходцы из Польши и Германии; Мике — голландка.
В 17 лет Джойс решила взять себе сценический псевдоним в честь одной из жён короля Генриха VIII. Актёрская карьера Джейн Сеймур началась в 1969 году с эпизодической роли в фильме Ричарда Аттенборо «Эта прекрасная война». Вскоре сын Ричарда Аттенборо, Майкл, стал мужем актрисы. Первой заметной ролью Джейн в кино стала еврейская девушка Лилиан, скрывающаяся от нацистов в христианской семье, в фильме 1970 года «Единственный путь».
С 1972 по 1973 год Сеймур играет роль второго плана в первом своем заметном телевизионном проекте, костюмированной драме телеканала BBC «Судьба Онедина». В это же время она появляется на экране как невеста Франкенштейна в двухсерийном мини-сериале «Франкенштейн: Правдивая история», как любовница Уинстона Черчилля в фильме «Молодой Уинстон» и девушка Бонда (Роджера Мура) в очередной части бондианы «Живи и дай умереть».
C 1973 по 1980 снимается в основном на американском телевидении. Её работа в телесериале «Капитаны и короли» в 1977 году отмечена номинацией на телевизионную премию «Эмми», а в 1978 году она сыграла одну из ролей второго плана в отмеченном несколькими телевизионными наградами фантастическом телесериале «Звёздный крейсер „Галактика“».
В 1980 актриса вернулась на большой экран и к ролям первого плана в комедии «Божественный пёс» с Чеви Чейзом и романтическом фантастическом фильме «Где-то во времени» с Кристофером Ривом. В 1982 году роль Кэти Эймс в мини-сериале «К востоку от рая» по роману Джона Стейнбека принесла Сеймур премию «Золотой глобус». Актриса стала первым призёром в категории «Лучшая актриса в мини-сериале или фильме».
В 1988 году Сеймур приняла участие в трех проектах, отмеченных телевизионными наградами: мини-сериале о холокосте «Война и воспоминание» и телефильмах о короле Эдуарде VIII и Аристотеле Онассисе, в котором сыграла оперную певицу Марию Каллас (за эту роль Сеймур получила свою первую награду «Эмми»), а в 1989 году сыграла королеву Марию-Антуанетту в многосерийном телевизионном фильме, снятом в честь 200-летия французской революции, её дети — Кэтрин и Шон — также появились в фильме в роли детей королевы.
Актриса известна большим количеством ролей в телефильмах и телесериалах, среди которых одна из самых известных — главная роль в телесериале «Доктор Куин, женщина-врач» и её полнометражных продолжениях, которая принесла ей ещё одну премию «Золотой глобус».
В 2005 году Сеймур сыграла в комедии «Незваные гости». Эта комедия была признана лучшей в 2005 году по версии MTV. Партнерами Сеймур по съемочной площадке стали Оуэн Уилсон, Винс Вон и Кристофер Уокен.

## Личная жизнь
В 1971—1973 годах Джейн была замужем за режиссёром Майклом Аттенборо.
В 1977—1978 годах Джейн была замужем за Виктором Джеффри Плэнером.
В 1981—1992 годах Джейн была замужем за Дэвидом Флинном. У бывших супругов есть двое детей — дочь Кэтрин Джейн Флинн (род. 07 января 1982) и сын Шон Майкл Флинн (род. 31 июля 1986).
В 1993—2015 года Джейн была замужем в четвёртый раз за актёром Джеймсом Кичем. У бывших супругов есть двое детей — сыновья-близнецы Джон Стейс Кич и Кристофер Стивен Кич (род. 30 ноября 1995).
В 1984 году вместе с мужем Дэвидом Флинном приобрела особняк и поместье около Бата в графстве Сомерсет. Во время съёмок в США особняк несколько раз сдавался внаём, например, альбом Radiohead был записан именно в нём. В 2007 году Джейн продала дом.
В 1999 году королева Елизавета II удостоила Джейн Сеймур степени офицера ордена Британской империи (OBE), а на Голливудской аллее славы на Голливудском бульваре была заложена её звезда.
В 2005 году актриса стала гражданкой США.

## Фильмография

### Актриса
- 1969 — О, что за чудесная война / Oh! What a Lovely War  — хористка, в титрах не указана
- 1970 — The Only Way — Лилиан Штейн
- 1970 — Here Come the Double Deckers! (телесериал, серия «Scooper Strikes Out») — Элис
- 1972 — The Best Pair of Legs in the Business — Ким Торн
- 1972 — The Strauss Family (мини-сериал) — Каролин
- 1972 — 1973 — The Onedin Line (телесериал) — Эмма Каллон / Эмма Фогарти'
- 1972 — Землепроходцы / The Pathfinders (телесериал, эпизод Fly There, Walk Back) — Шейла Коноуэй
- 1972 — Молодой Уинстон / Young Winston — Памела Плауден
- 1973 — Живи и дай умереть / Live and Let Die — гадалка Солитер
- 1973 — Франкенштейн: Правдивая история / Frankenstein: The True Story  (телефильм) — Агата / невеста Франкенштейна
- 1973 — Orson Welles' Great Mysteries (телесериал, эпизод The Leather Funnel) — Вероника д’Обрей
- 1976 — История о Давиде / The Story of David (телефильм) — Башеба
- 1976 — Капитаны и короли / Captains and the Kings — Марджори Кристхолм Арма
- 1976 — Наш общий друг / Our Mutual Friend (телесериал) — Белла Уилфер
- 1977 — Seventh Avenue (мини-сериал) — Ева Майерс
- 1977 — McCloud (телесериал, эпизод The Great Taxicab Stampede) — Нидава Ризач
- 1977 — Синдбад и глаз тигра / Sinbad and the Eye of the Tiger — принцесса Фара
- 1977 — Benny and Barney: Las Vegas Undercover (телефильм) — Марджи Паркс
- 1977 — Четыре пера / The Four Feathers (телефильм) — Этна Юстас
- 1977 — Killer on Board (телефильм) — Джен
- 1978 — Звёздный крейсер «Галактика» / Battlestar Galactica  (фильм) — Серина
- 1978 — Звёздный крейсер «Галактика» / Battlestar Galactica  (телесериал) — Серина
- 1978 — Love’s Dark Ride — Диана
- 1978 — The Awakening Land (мини-сериал) — Дженни Лакетт
- 1979 — Dallas Cowboys Cheerleaders (телефильм) — Лора Коул
- 1980 — Божественный пёс / Oh Heavenly Dog — Джеки
- 1980 — Где-то во времени / Somewhere in Time — Элис Маккенна
- 1981 — К востоку от Эдема / East of Eden (телесериал) — Кэти Эймс
- 1982 — Алый Первоцвет / The Scarlet Pimpernel (телефильм) — Маргарита Сен-Жюст
- 1983 — Призрак Оперы /  The Phantom of the Opera (телефильм) — Мария Джианелли / Елена Корвин
- 1983 — Jamaica Inn (телефильм) — Мэри Джеллан
- 1983 — The Haunting Passion (телефильм) — Джулия Эванс
- 1984 — The Sun Also Rises (телефильм) — Бретт Эшли
- 1984 — Лэсситер / Lassiter — Сара Уэллс
- 1984 — Dark Mirror (телефильм) — Ли Куллен/Трейси Куллен
- 1985 — Контора / Head Office — Джейн Колдуэлл
- 1985 — Obsessed with a Married Woman (телефильм) — Диана Пунтам
- 1986 — Перекрестки / Crossings (мини-сериал) — Хиллари Бёрнхам
- 1987 — Туннель / El Túnel — Мария
- 1988 — Женщина, которую он любил / The Woman He Loved — Уоллис Симпсон
- 1988 — Война и воспоминание / War and Remembrance (телесериал)  — Натали Генри
- 1988 — Джек-потрошитель / Jack the Ripper (телефильм) — Эмма Прентисс
- 1988 — Женщина, которую он любил /  The Woman He Loved (телефильм) — Уоллис Симпсон
- 1988 — Онассис: Самый богатый человек в мире / Onassis: The Richest Man in the World (телефильм) — Мария Каллас
- 1988 — Keys to Freedom — Джиллиан
- 1989 — Французская революция /  La Révolution française / French Revolution (фильм и телесериал)  — королева Мария-Антуанетта
- 1990 — Ангел смерти / Angel of Death (телефильм) — Лора Хендрикс
- 1990 — Matters of the Heart (телефильм) — Хейдли Норман
- 1991 — Полночные воспоминания / Memories of Midnight  (телефильм)  — Кэтрин Александр Даглас
- 1991 — Passion (телефильм) — Аманда Брукс
- 1992 — Если тебе одиноко / Are You Lonesome Tonight (телефильм) — Адрианна Уэллис
- 1992 — Sunstroke (телефильм) — Тереза Уинтерс
- 1993 — 1998 — Доктор Куин, женщина-врач / Dr. Quinn, Medicine Woman — доктор Микаэла Куин
- 1993 — Богомол / Praying Mantis (телефильм) — Линда Крэнделл
- 1993 — Хэди / Heidi (телефильм) — фрауляйн Роттенмейер
- 1994 — Борьба за справедливость / A Passion for Justice: The Hazel Brannon Smith Story (телефильм) — Хейзел Бреннон Смит
- 1995 — Мерфи Браун / Murphy Brown  (телесериал, серия «I Want My MTV-Jay») —  играет саму себя
- 1995 — Няня / The Nanny (телесериал, серия «The Unkindest Gift»)  — играет саму себя
- 1997 — Мерфи Браун / Murphy Brown (телесериал, серия «Blind Date») —  играет саму себя
- 1997 — Диагноз: убийство / Diagnosis Murder (телесериал, серия «Must Kill TV») —  играет саму себя
- 1997 — The Absolute Truth (телефильм) — Элисон Рейд
- 1998 — Брак по расчёту / A Marriage of Convenience (телефильм) — Крис Уинслоу Уитни
- 1998 — Волшебный меч: В поисках Камелота / Quest for Camelot (мультфильм) — голос леди Джулианы
- 1998 — Дарма и Грег / Dharma & Greg (телесериал, серия «Dharma’s Tangled Web») — играет саму себя
- 1998 — Новые Робинзоны / The New Swiss Family Robinson — Анна Робинсон
- 1999 — Доктор Куин, женщина-врач / Dr. Quinn Medicine Woman: The Movie (телефильм) — доктор Микаэла Куин
- 1999 — Память в моём сердце / A Memory in My Heart (телефильм) — Ребекка Вега / Эбби Свенсон-Стюарт
- 2000 — Правдивая история Фанни Кимбл / Enslavement: The True Story of Fanny Kemble  (телефильм) — Фанни Кимбл-Батлер
- 2000 — Murder in the Mirror (телефильм) — доктор Мэри Кост-Ричлэнд
- 2000 — Yesterday’s Children (телефильм) — Дженни Коул/Мэри Саттон
- 2001 — В темноте / Blackout (телефильм) — Кэти Роббинс
- 2001 — Доктор Куин, женщина-врач: От сердца к сердцу / Dr. Quinn, Medicine Woman: The Heart Within (телефильм) — доктор Микаэла Куин
- 2002 — Дикие лошади / Touching Wild Horses — Фиона Келси
- 2002 — Чужое сердце / Heart of a Stranger  (телефильм) — Джилл Мэддокс
- 2004—2005 — Тайны Смолвилля / Smallville  (телесериал) — Женевьева Тиг
- 2004 — Закон и порядок: Специальный корпус / Law & Order: Special Victims Unit (телесериал, серия «Families») — Дебра Коннор
- 2005 — Незваные гости / Wedding Crashers  — Кэтлин Клири
- 2006 — Как я встретил вашу маму / How I Met Your Mother  (телесериал, серия «Aldrin Justice») — профессор Льюис
- 2006 — Пляжная вечеринка на пороге Ада / The Beach Party at the Threshold of Hell — президент Лорен Коффи
- 2006 — Свидание вслепую / Blind Dating  — доктор Эванс
- 2006 — Modern Men (телесериал) — доктор Виктория Стэнджел
- 2006 — Justice (телесериал, серия «Filicide») — доктор Карен Паттерсон
- 2007 — В случае экстренной ситуации / In Case of Emergency  (телесериал, 3 серии) —  Донна
- 2007 — После секса / After Sex — Дженет
- 2007 — Мисс Марпл Агаты Кристи / Agatha Christie’s Marple (телесериал) — Рейчел Ардайл
- 2007 — The Velveteen Rabbit — мама
- 2008 — Dear Prudence (телефильм) — Пруденс Маккой
- 2008 — Меня зовут Эрл / My Name Is Earl (телесериал, серия «Sold a Guy a Lemon Car») — играет саму себя
- 2009 — The Assistants — Сэнди Голдман
- 2009 — Wake — миссис Рейтман
- 2011 — Касл / Castle (телесериал, серия «One life to loose») — Глория Чемберс
- 2012 — Остинленд / Austenland — миссис Уоттлсбрук
- 2014 — Вечность / Forever — Марин Делакруа (1 эпизод)
- 2016 — Пятьдесят оттенков чёрного / Fifty Shades of Black — Клэр
- 2016 — Нервы на пределе / High Strung — Оксана
- 2016 — Мистер Хутен и леди / Hooten & the Lady — леди Линдо-Паркер, мать Алекс (1 эпизод)
- 2022 — Гарри Уайлд/Harry Wild   —  Гарри Уайлд (все эпизоды)

### Продюсер
- 1992 — Sunstroke (телефильм)
- 1993 — Богомол / Praying Mantis (телефильм)
- 1994 — Борьба за справедливость / A Passion for Justice: The Hazel Brannon Smith Story  (телефильм)
- 1997 — The Absolute Truth (телефильм)
- 1998 — Брак по расчету / A Marriage of Convenience  (телефильм)
- 1999 — Доктор Куин, женщина-врач / Dr. Quinn Medicine Woman: The Movie (телефильм)
- 2000 — Правдивая история Фанни Кимбл / Enslavement: The True Story of Fanny Kemble
- 2000 — Murder in the Mirror (телефильм)
- 2001 — Доктор Куин, женщина-врач: От сердца к сердцу / Dr. Quinn, Medicine Woman: The Heart Within (телефильм)
- 2001 — В темноте / Blackout  (телефильм)
- 2006 — Свидание вслепую / Blind Dating

## Награды и номинации
Награды
- 1982 — Золотой глобус — Лучшая женская роль в мини-сериале или телефильме — К востоку от Эдема
- 1988 — Эмми — Лучшая женская роль второго плана в мини-сериале или специальном выпуске — Онассис: Самый богатый человек в мире
- 1996 — Золотой глобус — Лучшая женская роль в драматическом телесериале — Доктор Куин, женщина-врач

Номинации
- 1977 — Эмми — Лучшая женская роль в малосерийном телесериале — Капитаны и короли
- 1989 — Золотой глобус — Лучшая женская роль в мини-сериале или телефильме — Женщина, которую он любил
- 1989 — Золотой глобус — Лучшая женская роль в мини-сериале или телефильме — Война и воспоминание
- 1989 — Эмми — Лучшая женская роль в мини-сериале или специальном выпуске — Война и воспоминание (11 серия)
- 1990 — Золотой глобус — Лучшая женская роль в мини-сериале или телефильме — Война и воспоминание (8-12 серии)
- 1994 — Эмми — Лучшая женская роль в драматическом телесериале — Доктор Куин, женщина-врач
- 1994 — Золотой глобус — Лучшая женская роль в драматическом телесериале — Доктор Куин, женщина-врач
- 1995 — Золотой глобус — Лучшая женская роль в драматическом телесериале — Доктор Куин, женщина-врач
- 1995 — Премия Гильдии киноактёров США — Лучшая женская роль в драматическом телесериале — Доктор Куин, женщина-врач
- 1997 — Золотой глобус — Лучшая женская роль в драматическом телесериале — Доктор Куин, женщина-врач
- 1998 — Премия Гильдии киноактёров США — Лучшая женская роль в драматическом телесериале — Доктор Куин, женщина-врач
- 1998 — Эмми — Лучшая женская роль в драматическом телесериале — Доктор Куин, женщина-врач